# حسن الألفي
اللواء حسن الألفي  (3 مارس 1936 - 3 نوفمبر 2021)، شغل منصب وزير داخلية مصر في الفترة من 18 إبريل 1993 إلى 18 نوفمبر 1997 خلفاً للواء محمد عبد الحليم موسى. أقيل عقب مذبحة الأقصر في 17 نوفمبر 1997 ليتولّى اللواء حبيب العادلي الوزارة، ويعد الألفي وزير الداخلية الخامس في عهد مبارك والوحيد الذي لم يأت من جهاز مباحث أمن الدولة حيث عمل قبل توليه الوزارة محافظاً لأسيوط ثم محافظاً لسوهاج وكان ينتمي إلى الإدارة العامة لمكافحة جرائم الأموال العامة قبل اختياره محافظاً ثم وزيراً للداخلية. توفي مساء يوم الأربعاء 3 نوفمبر 2021.

## وصلات خارجية
- موقع وزارة الداخلية المصري نسخة محفوظة 9 نوفمبر 2007 على موقع واي باك مشين.

| المناصب السياسية          | المناصب السياسية                              | المناصب السياسية  |
| ------------------------- | --------------------------------------------- | ----------------- |
| سبقه محمد عبد الحليم موسى | وزير داخلية مصر 18 إبريل 1993- 18 نوفمبر 1997 | تبعه حبيب العادلي |